# Уровни языка
У́ровни языка́ — основные ярусы языковой системы, её подсистемы, каждая из которых представлена «совокупностью относительно однородных единиц» и набором правил, которым подчиняются их использование и классификация. Единицы одного уровня языка способны вступать друг с другом в синтагматические и парадигматические отношения (к примеру, слова, соединяясь, образуют словосочетания и предложения), единицы разных уровней могут лишь входить одна в другую (так, фонемы составляют звуковые оболочки морфем, из морфем состоят слова, из слов — предложения).
В качестве основных выделяются следующие уровни языка:
- фонемный;
- морфемный;
- лексический (словесный);
- синтаксический (уровень предложения).

Уровни, на которых выделяются двусторонние (обладающие планом выражения и планом содержания) единицы, называются высшими уровнями языка. Некоторые учёные склонны выделять лишь два уровня: дифференциальный (язык рассматривается как система различительных знаков: звуков или письменных знаков, замещающих их, — различающих единицы семантического уровня) и семантический, на котором выделяются двусторонние единицы.
В некоторых случаях в одной звуковой форме совпадают единицы нескольких уровней. Так, в рус. и совпадают фонема, морфема и слово, в лат. i 'иди' — фонема, морфема, слово и предложение.
Единицы одного уровня могут существовать в абстрактной, или «эмической» (например, фонемы, морфемы), и конкретной, или «этической» (фоны, морфы), формах, что не является основанием для выделения дополнительных уровней языка: скорее имеет смысл говорить о различных уровнях анализа.
Уровни языка — не стадии в его развитии, а результат членения.